# دسامبر ۲۰۰۷
دسامبر ۲۰۰۷ یکی از ماه‌های ۲۰۰۷ (میلادی) است.

## ۱ دسامبر ۲۰۰۷
- دادگاه بریتانیایی سازمان مجاهدین خلق را «تروریست» ندانست

دادگاه ویژه‌ای در بریتانیا رای بر آن داده است که دولت این کشور نام سازمان مجاهدین خلق ایران را از فهرست گروه‌های تروریستی حذف و فعالیت‌شان در بریتانیا را قانونی اعلام کنند! بی‌بی‌سی فارسی، رادیو فردا
- ابراز ناامیدی سولانا از مذاکره با جلیلی

نمایندگان اتحادیه اروپا و جمهوری اسلامی ایران در پایان مذاکره در مورد پرونده هسته‌ای ایران، اظهار نظرهای متفاوتی کردند. بی‌بی‌سی فارسی، رادیو زمانه، رادیو فردا
- ژاله اصفهانی درگذشت

ژاله اصفهانی، شاعر ايرانی، پنج شنبه شب در بيمارستانی در لندن درگذشت. بی‌بی‌سی فارسی، رادیو فردا

## ۳ دسامبر ۲۰۰۷
- گزارش اطلاعاتی آمریکا تهدید اتمی ایران را جدی ندانست

در گزارش منتشر شدهٔ شورای اطلاعات ملی آمریکا ادعا شد که ایران برنامه‌اش برای دستیابی به سلاح هسته‌ای را در سال ۲۰۰۳ متوقف کرده است. بی‌بی‌سی فارسی
- شکست هوگو چاوز در همه‌پرسی ونزوئلا

مردم ونزوئلا با شرکت گسترده در همه‌پرسی روز يکشنبه به تغييرات پيشنهادی هوگو چاوز رای منفی دادند. بی‌بی‌سی فارسی، رادیو فردا
- حزب حاکم «روسیه متحد» پیروز انتخابات پارلمانی

حزب حاکم روسیه متحد به رهبری ولادیمیر پوتین، رييس جمهوری روسیه پيشاپيش احزاب رقيب به پيروزی چشمگیری رسيد. بی‌بی‌سی فارسی، رادیو فردا

## ۵ دسامبر ۲۰۰۷
- حمله انتحاری در کابل سیزده کشته داد

وزارت دفاع افغانستان از کشته شدن حداقل سیزده نفر در یک حمله انتحاری در کابل خبر داده‌است.بی‌بی‌سی
- آث میلان و سلتیک صعود کردند

آث میلان، سلتیک را شکست داد تا به جمع ۱۶ تیم برتر جام قهرمانان باشگاه‌های اروپا صعود کند.بی‌بی‌سی

## ۱۲ دسامبر ۲۰۰۷
- انفجار در بیروت ده‌ها کشته و زخمی بر جا گذاشت

انفجاری قوی در نزدیکی کاخ ریاست ‌جمهوری لبنان، دست کم چهار کشته و ده‌ها زخمی بر جا گذاشت.فارس

## ۱۳ دسامبر ۲۰۰۷
- دومین کارخانه خودروسازی ایران در سوریه افتتاح شد

کارخانه خودروسازی سایپا به عنوان دومین کارخانه تولید خودروسازی مشترک ایران و سوریه افتتاح شد.فارس
- ۵ نفر از اعضای جندالله کشته‌شدند

طی عملیاتی ۵ نفر از اعضای گروه جندالله در ایرانشهر کشته‌شدند.فارس

## ۱۵ دسامبر ۲۰۰۷
- دروس آزاد دانشگاه ییل در شبکه اینترنت

دانشگاه ییل در ایالات متحده آمریکا تعدادی از کلاس های مقطع لیسانس خود را به طور رایگان از طریق شبکه اینترنت در اختیار عموم قرار داده است. بی‌بی‌سی فارسی
- وضعیت فوق‌العاده در پاکستان لغو شد

پرویز مشرف رییس جمهور پاکستان روز شنبه ساعت ‪ ۱۲‬به‌وقت محلی پایان وضعیت فوق‌العاده در این کشور را اعلام کرد.ایرنا

## ۱۶ دسامبر ۲۰۰۷
- بمباران شمال عراق توسط هواپیماهای ترکیه

جت‌های جنگنده ترکیه با ورود به حریم هوایی عراق، با هدف ضربه زدن به شورشیان کرد عضو پ‌کاکا، مواضعی در شمال عراق را مورد هدف قرار دادند. بی‌بی‌سی فارسی
- آث میلان ایتالیا قهرمان جام باشگاه‌های جهان شد

تيم آث میلان ایتالیا با پيروزی چهار بر دو بر تيم بوکاجونیورز آرژانتین، نخستين تيم اروپايی برنده جام قهرمانی باشگاه‌های جهان شد. رادیو فردا
- درآمد صادرات افغانستان «چهار برابر شده‌است»

وزارت تجارت افغانستان اعلام کرد که درآمد ناشی از صادرات این کشور به خارج، به تناسب پنج سال گذشته بیش از چهار برابر افزایش یافته‌است. بی‌بی‌سی فارسی
- موضوع مجاهدین خلق در دستور کار مذاکرات ایران و آمریکا

جمهوری اسلامی ايران روز يکشنبه اعلام کرد که موضوع فعاليت سازمان مجاهدین خلق ایران، از گروه‌های مخالف جمهوری اسلامی، در مذاکرات آينده با ایالات متحده آمریکا مورد گفت وگو قرار خواهد گرفت. رادیو فردا

## ۱۸ دسامبر ۲۰۰۷
- تحویل سوخت اتمی به ایران آغاز شده است

منابع رسمی جمهوری اسلامی تایید کرده‌اند که تحویل سوخت هسته‌ای به نیروگاه اتمی بوشهر در ایران آغاز شده است. بی‌بی‌سی فارسی
- ۱۱۵ هزار دانش آموز دبستانی در ایران ترک تحصیل کرده‌اند

مقامات وزارت آموزش و پرورش ایران اعلام کردند  که حدود ۱۱۵ هزار دانش آموز مقطع ابتدایی امسال بعد از ثبت نام، ترک تحصیل کرده‌اند. بی‌بی‌سی فارسی
- گزارش اوپک: صنعت نفت ايران ضعيف تر شده است

بر پايه گزارش ماه دسامبر سازمان کشورهای صادر کننده نفت (اوپک)، ميانگين توليد روزانه نفت ايران پس از افزايشی نسبی در سال های ۲۰۰۴ و ۲۰۰۵ ميلادی، از سال ۲۰۰۶  بار ديگر به سراشيبی افتاده است، تا جايی که در آخرين ماه‌های سال جاری ميلادی، با سطح پنج سال پيش خود فاصله زيادی نداشته است. رادیو فردا

## ۱۹ دسامبر ۲۰۰۷
- سنای آمریکا بودجه جنگ عراق را تصویب کرد

سنای ایالات متحده آمریکا به لایحه بودجه دستگاه های دولتی آن کشور برای سال ۲۰۰۸ میلادی شامل تامین هزینه جنگ عراق رای مثبت داد. بی‌بی‌سی فارسی
- تبرئه دانشجویان امیرکبیر از اتهام توهین به مقدسات

سه دانشجوی دانشگاه امیرکبیر که به چندین اتهام از جمله «توهین به مقدسات» از طریق چاپ نشریات دانشجویی حدود ۸ ماه در بازداشت به سر برده بودند، از اتهامات وارده تبرئه شدند. بی‌بی‌سی فارسی، رادیو فردا
- ناکامی سازمان ملل در شکستن بن بست کوزوو

آمریکا و اتحادیه اروپا می گویند دیگر پتانسیلی برای مذاکرات بیشتر درباره آینده کوزوو وجود ندارد. بی‌بی‌سی فارسی، رادیو فردا

## ۲۰ دسامبر ۲۰۰۷
- قطعنامه سازمان ملل متحد علیه نقض حقوق بشر در ایران

مجمع عمومی سازمان ملل متحد روز سه شنبه قطعنامه‌ جدیدی را عليه نقض حقوق بشر در جمهوری اسلامی ایران شامل «شکنجه، شلاق زدن، قطع عضو، سنگسار و اعدام در ملا عام» را تصويب کرد. رادیو فردا
- پوتین مرد سال ۲۰۰۷ مجله تایم شد

ولادیمیر پوتین به عنوان مرد سال ۲۰۰۷ مجله تایم برگزیده شد. مجله تایم

## ۲۱ دسامبر ۲۰۰۷
- سام زل کمپانی رسانه‌ای تریبیون را خرید

سام زل، با پرداخت ۸ میلیارد و ۲۰۰ میلیون دلار، مالک روزنامه‌های لس‌آنجلس تایمز، شیکاگو تریبیون و نیویورک نیوزدی شد. آسوشیتد پرس
- یک «مجتمع شکنجه» در عراق کشف شد

ارتش آمریکا اعلام کرد که نیروهای آمریکایی و عراقی یک «مجتمع شکنجه» را در خانه‌های امن القاعده در نزدیکی مقدادیه در مرکز استان دیاله کشف کرده‌اند. بی‌بی‌سی فارسی، رادیو زمانه
- القاعده به سوالات مردم پاسخ می دهد

شاخه رسانه‌ای شبکه القاعده با منتشر کردن یک آگهی اینترنتی از مردم دعوت کرده تا سوالات خود را برای ایمن الظواهری، معاون این شبکه، به این سایت ارسال کنند. بی‌بی‌سی فارسی
- بزرگ‌ترين تامين کننده بنزين ايران، صادرات بنزین به ایران را متوقف می‌کند

کمپانی نفتی ویتول که بزرگ‌ترين تامين کننده بنزین ايران محسوب می‌شود، از سال آينده قراداد خود را با ایران برای سوخت رسانی که از مدت‌ها پيش جريان داشت را متوقف خواهد کرد. رادیو فردا

## ۲۶ دسامبر ۲۰۰۷
- اکبر رادی درگذشت

اکبر رادی، نمایشنامه‌نویس برجسته ایرانی، صبح امروز در بیمارستان پارس تهران در سن ۶۸ سالگی درگذشت. بی‌بی‌سی فارسی، خبرگزاری فارس
- ۴۰ یهودی ایرانی مخفیانه به اسرائیل مهاجرت کردند

۴۰ مهاجر یهودی ایرانی که برنامه عزیمت آنها به طور مخفیانه تنظیم شده بود، شامگاه سه‌شنبه در میان استقبال مقامات، خانواده‌ها و رسانه‌های عمومی اسرائیلی وارد فرودگاه بین‌المللی بن گوریون در شهر تل‌آویو شدند. بی‌بی‌سی فارسی، رادیو فردا، رادیو زمانه
- پرسپولیس، قهرمان نیم‌فصل لیگ برتر فوتبال ایران شد

در پی شکست یک بر صفر تیم فوتبال فولاد سپاهان اصفهان برابر سایپای تهران، تیم فوتبال پرسپولیس تهران به مقام قهرمانی نیم‌فصل لیگ برتر باشگاه‌های ایران رسید. رادیو زمانه

## ۲۷ دسامبر ۲۰۰۷
- بی‌نظیر بوتو در یک حمله انتحاری در راولپندی ترور شد

بی‌نظیر بوتو رهبر حزب مردم پاکستان در حمله انتحاری در شهر راولپندی در جنوب اسلام آباد کشته‌شد. بی‌بی‌سی فارسی، ایرنا
- «طالبانی اعتبار قرارداد الجزایر را تایید کرد»

به نقل از دفتر رئیس جمهور عراق گزارش شده است که جلال طالبانی همچنان معاهده الجزایر بین عراق و ایران را معتبر می‌داند. بی‌بی‌‍سی فارسی

## ۲۸ دسامبر ۲۰۰۷
- «همه پرسی کرکوک» شش ماه به تعویق افتاد

در حالی که طبق قانون اساسی عراق همه‌پرسی درباره آینده شهر کرکوک باید تا چهار روز دیگر انجام می‌شد، مجلس کردستان عراق روز چهارشنبه این همه‌پرسی را به شش ماه دیگر موکول کرد. رادیو فردا
- عمادالدین باقی به علت «حمله عصبی» بستری شد

وکیل عمادالدین باقی فعال حقوق بشر در ایران می‌گوید که علت بستری شدن موکل او در بیمارستان، حمله عصبی در زندان اوین بوده است. بی‌بی‌سی فارسی، رادیو زمانه
- اعلام سه روز عزای عمومی در پاکستان

پرویز مشرف رئیس جمهور پاکستان سه روز در این کشور عزای عمومی اعلام کرد. رادیو زمانه

## ۲۹ دسامبر ۲۰۰۷
- دومین محموله سوخت اتمی تحویل ایران شد

ایران دومین محموله سوخت اتمی مورد نیاز برای راه‌اندازی نیروگاه اتمی بوشهر که روسیه درحال ساخت آن است را از این کشور دریافت کرد. بی‌بی‌سی فارسی، رادیو زمانه
- وزارت کشور پاکستان: القاعده مسئول ترور بوتو است

وزارت کشور پاکستان می‌گوید که آنها «شنود اطلاعاتی» در دست دارند که نشان می‌دهد القاعده در ترور بی نظیر بوتو، نخست‌وزیر سابق پاکستان دست داشته است. با این حال آمریکا هنوز این نتیجه‌گیری را نپذیرفته است. بی‌بی‌سی فارسی
- شش فرانسوی محکوم شده در چاد به کشورشان بازگشتند

شش کارمند یک موسسه امدادرسانی فرانسوی که دو روز پیش به جرم قاچاق کودکان در کشور چاد زندانی شده بودند به فرانسه تحویل داده شدند. بی‌بی‌سی فارسی، رادیو زمانه
- تحویل موشک پیشرفته روسی به ایران تکذیب شد

منابع رسمی روسیه فروش سیستم‌های موشک ضدهوایی اس ۳۰۰ به ایران را تکذیب کردند. بی‌بی‌سی فارسی

## ۳۰ دسامبر ۲۰۰۷
- پسر بوتو جانشین او شد

در کنفرانس خبری حزب مردم پاکستان، اعلام شد که بلاول زرداری پسر بی‌نظیر بوتو و آصف علی زرداری همسر خانم بوتو و  بطور مشترک به عنوان جانشین او برای رهبری حزب مردم پاکستان معرفی شده اند. بی‌بی‌‍سی فارسی، رادیو فردا
- کیباکی برنده انتخابات کنیا اعلام شد

موای کیباکی رئیس جمهور کنیا برای دومین دوره پیاپی سوگند ریاست جمهوری یاد کرد. کمیسیون انتخاباتی کنیا تنها یک ساعت پیشتر پیروزی او در انتخابات را اعلام کرده بود. بی‌بی‌‍سی فارسی
- اعلام قطع روابط دیپلماتیک فرانسه با سوریه

نیکولا سارکوزی رئیس جمهور فرانسه اعلام کرد که روابط دیپلماتیک این کشور با سوریه تا زمانی که ثابت شود دمشق در سیاست داخلی لبنان دخالت نمی‌کند، به حالت تعلیق درخواهد آمد. بی‌بی‌‍سی فارسی